# Eutreta decora
Eutreta decora is een vliegensoort uit de familie van de boorvliegen (Tephritidae). De wetenschappelijke naam van de soort is voor het eerst geldig gepubliceerd in 1977 door Stoltzfus.